# Жмеринка (станція)
Жме́ринка (також Жме́ринка-Пасажи́рська) — позакласна сортувальна станція Південно-Західної залізниці. Основна станція Жмеринського залізничного вузла. Розташована в однойменному місті Вінницької області. Споруда вокзалу — головна пам'ятка міста та пам'ятка архітектури місцевого значення — неодноразово входила до списку 15 найгарніших вокзалів країни.

## Напрямки сполучення
Від станції Жмеринка відгалужуються лінії у чотирьох напрямках:
- Хмельницькому;
- Могилів-Подільському;
- Одеському;
- Козятинському.

## Історія
Станція відкрита 1865 року між селами Велика та Мала Жмеринка, на місці дубового пралісу, в ході з будівництва залізничної лінії Київ — Балта (1865—1870) та визначила наперед розвиток Жмеринки як залізничного селища, що сприяло його зростанню й розбудові.

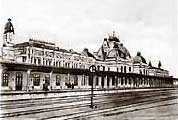
Вокзал станції Жмеринка (1913)
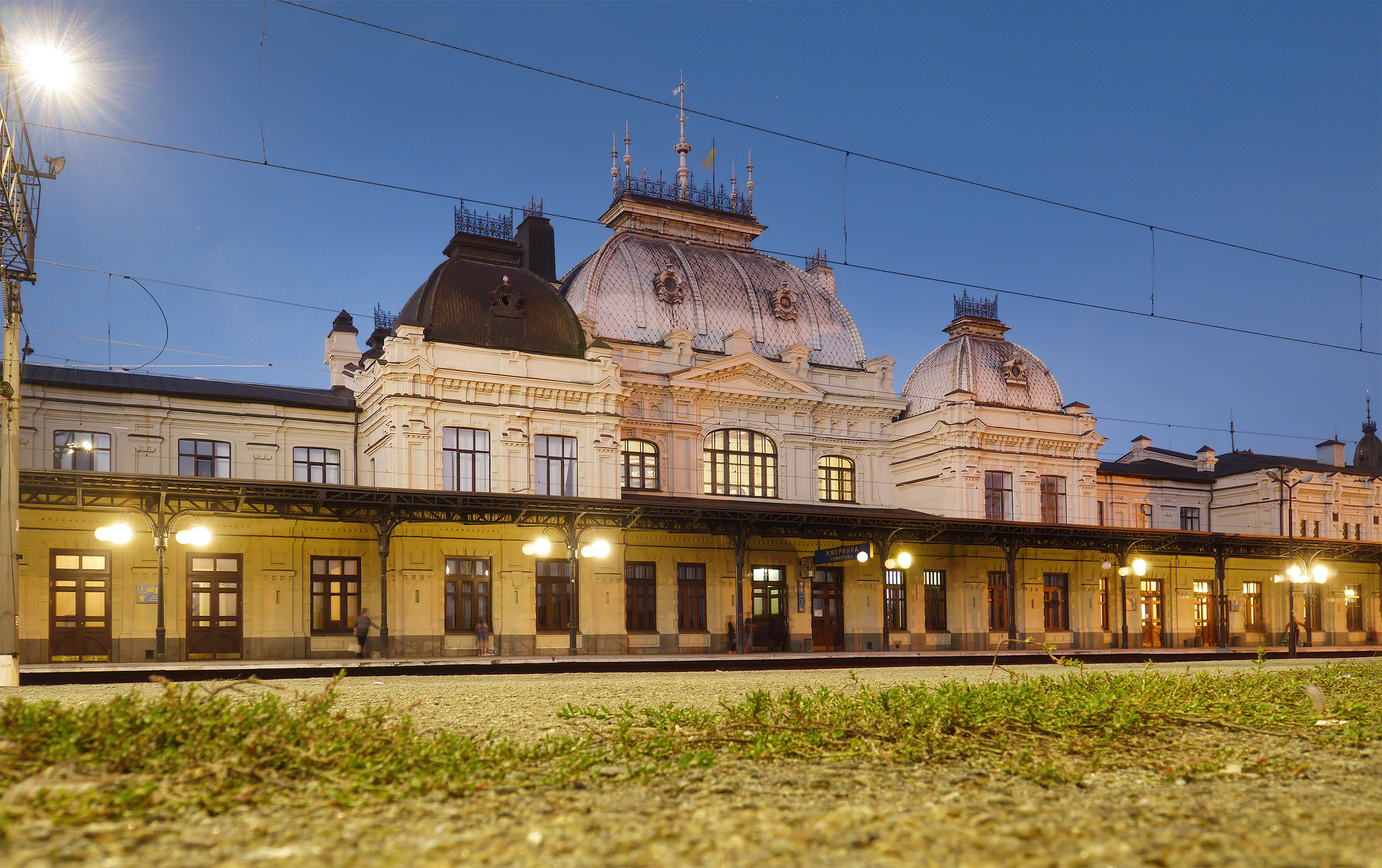
Пам'ятка культурної спадщини України

У 1866 році акціонерному товариству «Де-Врієр і Ко» було надано дозвіл на спорудження другої ланки магістралі на південь, до Чорного моря — лінії від Києва до Балти завдовжки 457 км. Траса мала пролягати через Козятин та Жмеринку.
Рух поїздів залізничною лінією Одеса — Жмеринка — Київ розпочався 8 червня[джерело?] 1870 року, лінією Жмеринка — Волочиськ — у вересні 1871 року, Жмеринка — Могилів-Подільський — 30 вересня 1892 року. Жмеринка набула статусу великого залізничного вузла на початку 1890-х років, тому доволі гостро постало питання спорудження просторого вокзального приміщення.
За часів СРСР на залізничній станції Жмеринка було збудовано низку додаткових приміщень, переходів тощо.
1 серпня 2025 року «Укрзалізниця» повідомила про аварію на станції Жмеринка, в ході якої з рейок зійшов один з вагонів приміського електропоїзда та секція некерованого електровоза, який виїхав назустріч електропоїзду. Постраждалих у результаті події не було, аварія суттєво не вплинула на рух пасажирських поїздів.

## Вокзал
Першу будівлю вокзалу споруджено під час будівництва залізничної лінії Київ — Балта, яким керувала французька компанія «Де-Врієр» і Ко на чолі з французьким підприємцем Фільолем.
Другу будівлю зведено у 1899—1904 роках. Для будівництва вокзалу було запрошено Валеріяна Рикова та Івана Беляєва. Нагляд за будівництвом здійснював архітектор Зиновій Журавський, який значно доповнив проєкт Рикова (фактично переробив на місці). Вокзал зведений у вигляді корабля, що прямує до моря та став одним з найкращих у тодішній Російській імперії. Жмеринський вокзал є величною будівлею зі складним плануванням, фасади якої виконані в стилі історизму, а інтер'єри з початку 1900-х років — у стилі модерну. У стилі модерну також виконані павільйони підземного переходу, облаштованого на початку ХХ століття.
Для перевезення пасажирів і вантажів новий вокзал і станцію «Жмеринка» відкрита 1 вересня 1904 року (за старим стилем). З цього приводу в Петербурзькому в журналі «Зодчий», у вересні 1904 року, було розміщене повідомлення: «Першого вересня поточного року на станції Жмеринка відкрито та освячено величний вокзал у вигляді корабля». Спорудження Жмеринського залізничного вокзалу, який невдовзі обріс інфраструктурою — церквою, пересильною в'язницею і, звичайно, численними обслуговуючими закладами, у тому числі і шинками, позитивно позначилось на розвиткові містечка. Вокзал зазнавав руйнування та подальші реставрації та наразі не зберігся його первісний вигляд.
За часів СРСР на залізничній станції Жмеринка зведено низку додаткових приміщень, переходів тощо. Однак зберегти цілісність будівлі вокзалу у радянський час не вдалося: на привокзальній площі для потреб і зручності громадського і приватного транспорту прибраний збудований у комплексі фонтан, а в залах після ремонтів зникли ліпні прикраси, картини та позолота на стелях, також із так званої «царської кімнати» (де, за переказами, перебував імператор Микола II) — великий круглий стіл, обтягнутий зеленою тканиною. З 1991 року, з набуттям Незалежності України, в умовах економічних труднощів підтримувати бодай задовільний стан споруди взагалі стало важко, і лише у другій половині 2000-х років здійснено низку заходів для упередження подальшої руйнації вокзалу.
У 2011—2013 років тривала капітальна реставрація вокзалу.
З 2001 по 2011 роки біля вокзалу стояв пам'ятник Остапові Бендеру в образі актора Сергія Юрського, але в процесі реконструкції 2011 року його було демонтовано. На встановлення пам'ятника не було дозволу і він стояв на місці водопровідних мереж. Питання про повернення пам'ятника, який містяни вважають одним із символів Жмеринки, було відкритим до 2019 року. До того ж він вимогав відновлення. Питання про повернення та відновлення пам'ятника Остапові Бендеру все ж таки було вирішено і 27 жовтня 2019 року у Жмеринці на привокзальній площі відбулося його урочисте відкриття.

## Пасажирське сполучення
На станції Жмеринка зупиняються  поїзди далекого та приміського сполучення. Деякі поїзди, що курсують зі сторони Вінниці у Гречанському напрямку, прямують без заходу на станцію Жмеринка. Середній час зупинки поїздів на станції складає близько 20 хвилин, для деяких поїздів здійснюється зміна локомотивних бригад. Актуальний розклад поїздів є можливість переглянути на офіційному вебсайті «Укрзалізниці».
| Рух поїздів по станції Жмеринка                                       |                                |                                          | |
| №                                                                     | Маршрут сполучення             | Залізниця формування                     | Періодичність курсування |
| Далеке сполучення                                                     |                                |                                          | |
| 011/012 «Західний експрес»                                            | Львів — Одеса                  | Львівська залізниця                      | Щоденно |
| 025/026 «Біла акація»                                                 | Одеса — Ясіня                  | Одеська залізниця                        | Щоденно |
| 035/036                                                               | Одеса — Перемишль              | Одеська залізниця                        | Щоденно |
| 037/038                                                               | Одеса — Ужгород                | Одеська залізниця                        | Щоденно |
| 077/078 «Голубі озера»                                                | Ковель — Одеса                 | Львівська залізниця                      | Через день |
| 085/086                                                               | Львів — Запоріжжя              | Львівська залізниця                      | Через день |
| 105/106 «Чорноморець»                                                 | Одеса — Київ                   | Одеська залізниця                        | Щоденно |
| 109/110                                                               | Львів — Херсон                 | Львівська залізниця                      | Щоденно |
| 127/128                                                               | Запоріжжя — Львів              | Придніпровська залізниця                 | Через день |
| 135/136 «Чорномор»                                                    | Чернівці — Одеса               | Львівська залізниця                      | Щоденно |
| 167/168                                                               | Львів — Одеса                  | Львівська залізниця                      | За вказівкою, курсує складом поїзда № 012/011 за вказівкою                                                                                                |
| 175/176                                                               | Запоріжжя — Жмеринка           | Південно-Західна залізниця               | За вказівкою |
| 233/234                                                               | Київ — Жмеринка                | Південно-Західна залізниця               | У вихідні дні |
| 351/352                                                               | Київ — Кишинів                 | Південно-Західна залізниця               | Через день |
| 757/758                                                               | Київ — Могилів-Подільський     | Південно-Західна залізниця               | По 1, 4, 7 днях тижня |
| 761/762 «Інтерсіті+»                                                  | Київ — Одеса                   | Українська залізнична швидкісна компанія | Призначається на літній період або за вказівкою |
| 763/764 «Інтерсіті+»                                                  | Київ — Одеса                   | Українська залізнична швидкісна компанія | Щоденно |
| 769/770                                                               | Хутір-Михайлівський — Жмеринка | Південно-Західна залізниця               | Щоденно |
| 771/772                                                               | Київ — Хмельницький            | Південно-Західна залізниця               | Щоденно |
| 773/774                                                               | Шостка — Жмеринка              | Південно-Західна залізниця               | По 1, 4 днях тижня |
| Приміське сполучення                                                  |                                |                                          | |
| 6341/6342 6343/6344 6345/6346 6347/6348 6349/6350                     | Жмеринка — Гречани             | Південно-Західна залізниця               | |
| 6321/6322 6323/6324 6327/6326                                         | Жмеринка — Вапнярка            | Південно-Західна залізниця               | |
| 6301/6302 6303/6304 6305/6306 6307/6308 6309/6310 6311/6312 6313/6314 | Жмеринка — Козятин I           | Південно-Західна залізниця               | Щоденно |
| 6325/6328                                                             | Жмеринка — Рахни               | Південно-Західна залізниця               | Щоденно |
| 6331/6332 6333/6334                                                   | Жмеринка — Могилів-Подільський | Південно-Західна залізниця               | По 1, 3, 6 дням тижня |
| Скасовані пасажирські поїзди далекого сполучення                      |                                |                                          | |
| 023/024 «Одеса»                                                       | Москва — Одеса                 | Одеська залізниця                        | Скасований з березня 2020 року внаслідок пандемії COVID-19                                                                                                |
| 047/048 «Молдова»                                                     | Кишинів — Москва               | CFM                                      | Скасований з березня 2020 року внаслідок пандемії COVID-19                                                                                                |
| 065/066 «Співдружність»                                               | Москва — Кишинів               | МЖД                                      | Скасований з березня 2020 року внаслідок пандемії COVID-19                                                                                                |
| 067/068 069/070                                                       | Маріуполь — Львів              | Донецька залізниця                       | Скасований внаслідок російського вторгнення в Україну |
| 093/094                                                               | Мінськ — Одеса                 | БЧ                                       | Скасований з березня 2020 року внаслідок пандемії COVID-19, влітку з поїздом курсували вагони безпересадкового сполучення до Гродно, Вітебська, Могильова |
| 095/096 «Тясмин»                                                      | Черкаси — Львів                | Одеська залізниця                        | |
| 107/108 «Хаджибей»                                                    | Одеса — Ужгород                | Одеська залізниця                        | |
| 111/112 «Слобожанщина»                                                | Харків — Львів                 | Південна залізниця                       | Скасований з березня 2020 року |
| 131/132                                                               | Одеса — Вінниця                | Одеська залізниця                        | За вказівкою. Раніше курсував до Житомира |
| 145/146 «Дунай»                                                       | Київ — Ізмаїл                  | Південно-Західна залізниця               | Скасований з квітня 2020 року внаслідок ракетних ударів по підйомному мосту в селищі Затока                                                               |
| 341/342                                                               | Кишинів — Москва               | CFM                                      | Скасований з березня 2020 року внаслідок пандемії COVID-19                                                                                                |
| 361/362                                                               | Кишинів — Санкт-Петербург      | CFM                                      | Скасований з березня 2020 року внаслідок пандемії COVID-19                                                                                                |
| 757/758                                                               | Київ — Могилів-Подільський     | Південно-Західна залізниця               | |
| 801/802                                                               | Вінниця — Одеса                | Одеська залізниця                        | Скасований через зменшення пасажиропотоку та експлуатаційних витрат                                                                                       |

## Галерея

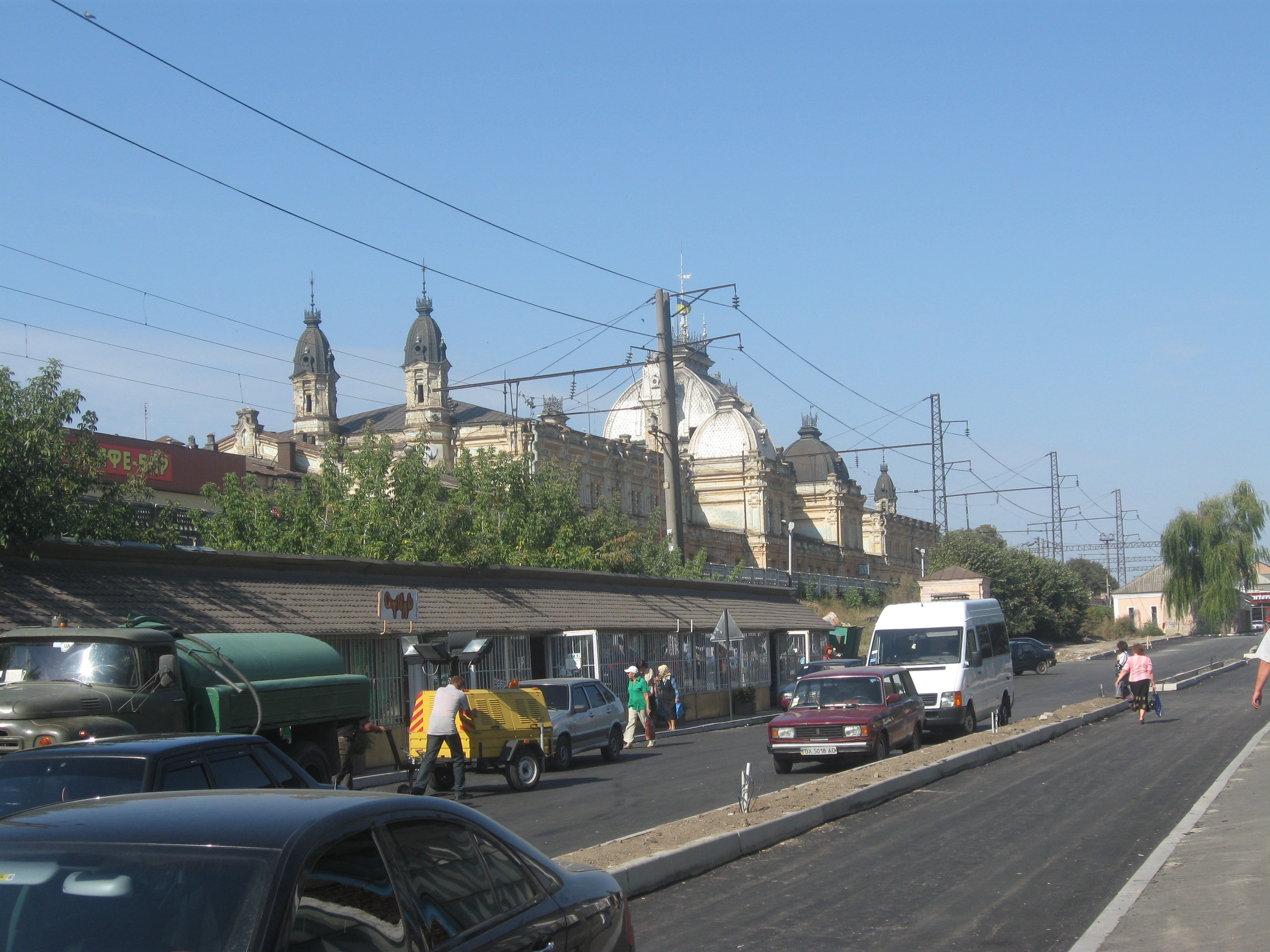
Вулиця Бориса Олійника
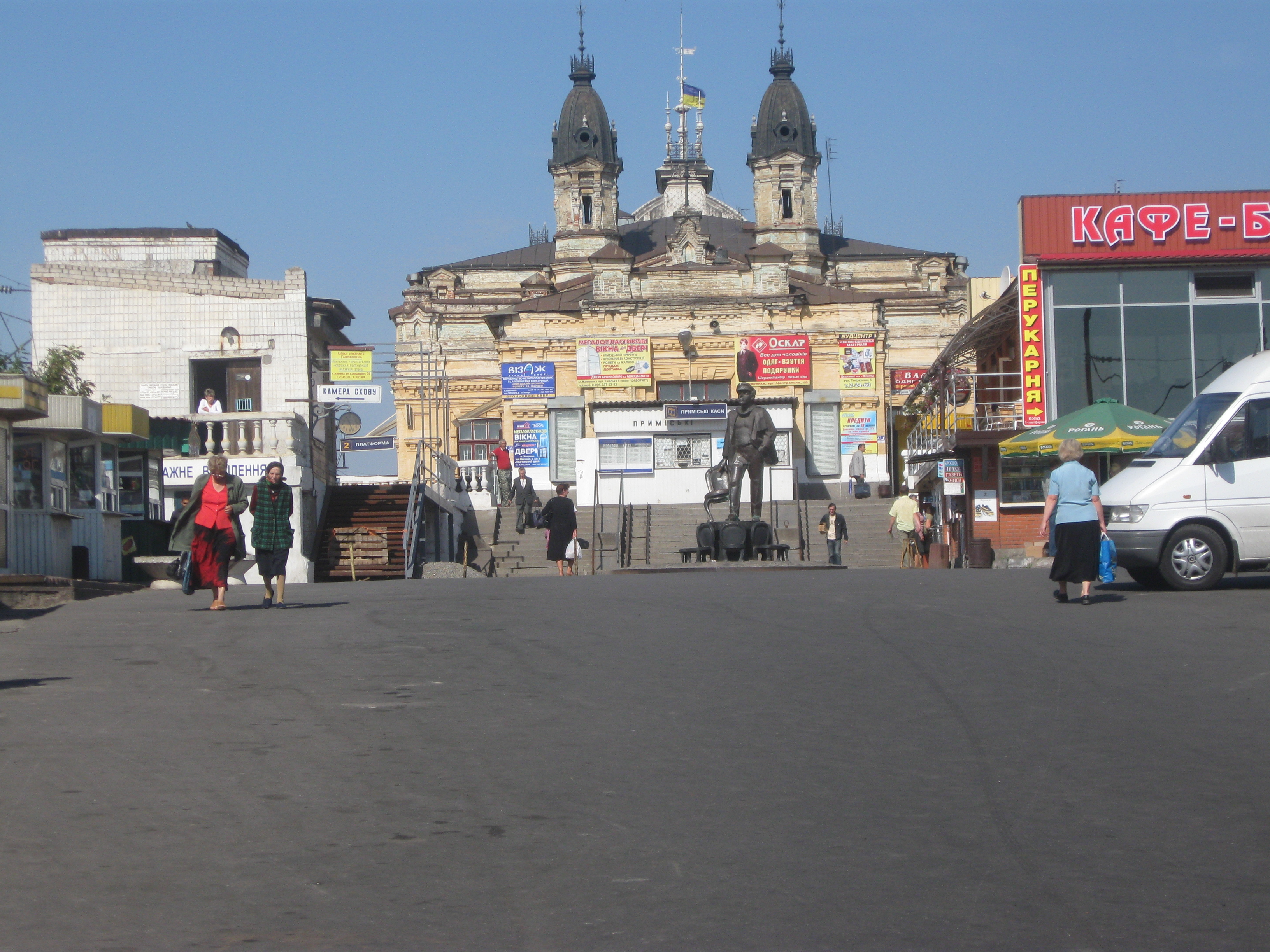
Пам'ятник Остапові Бендеру на Привокзальній площі
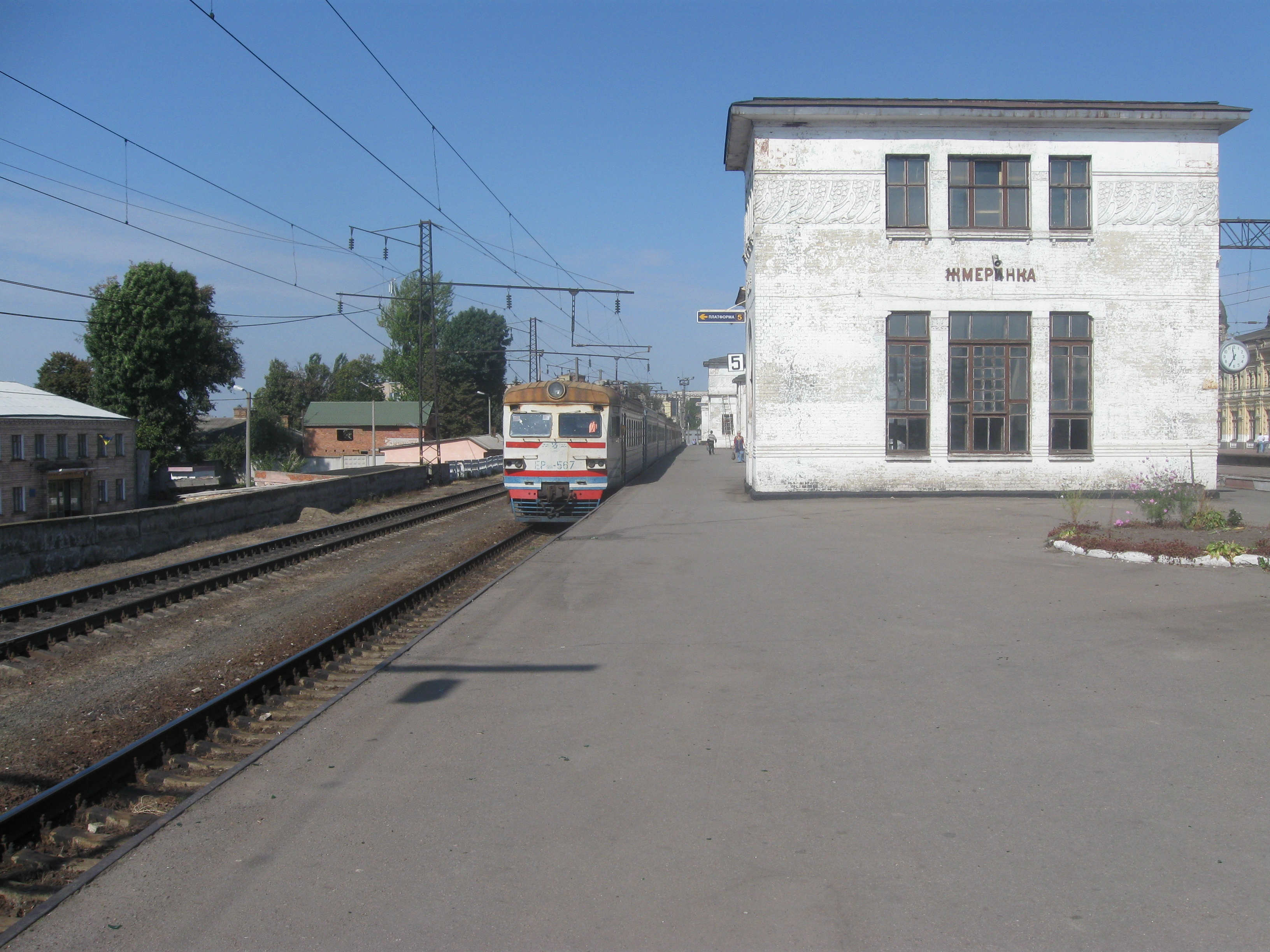
Один з павільйонів підземного переходу в стилі модерн
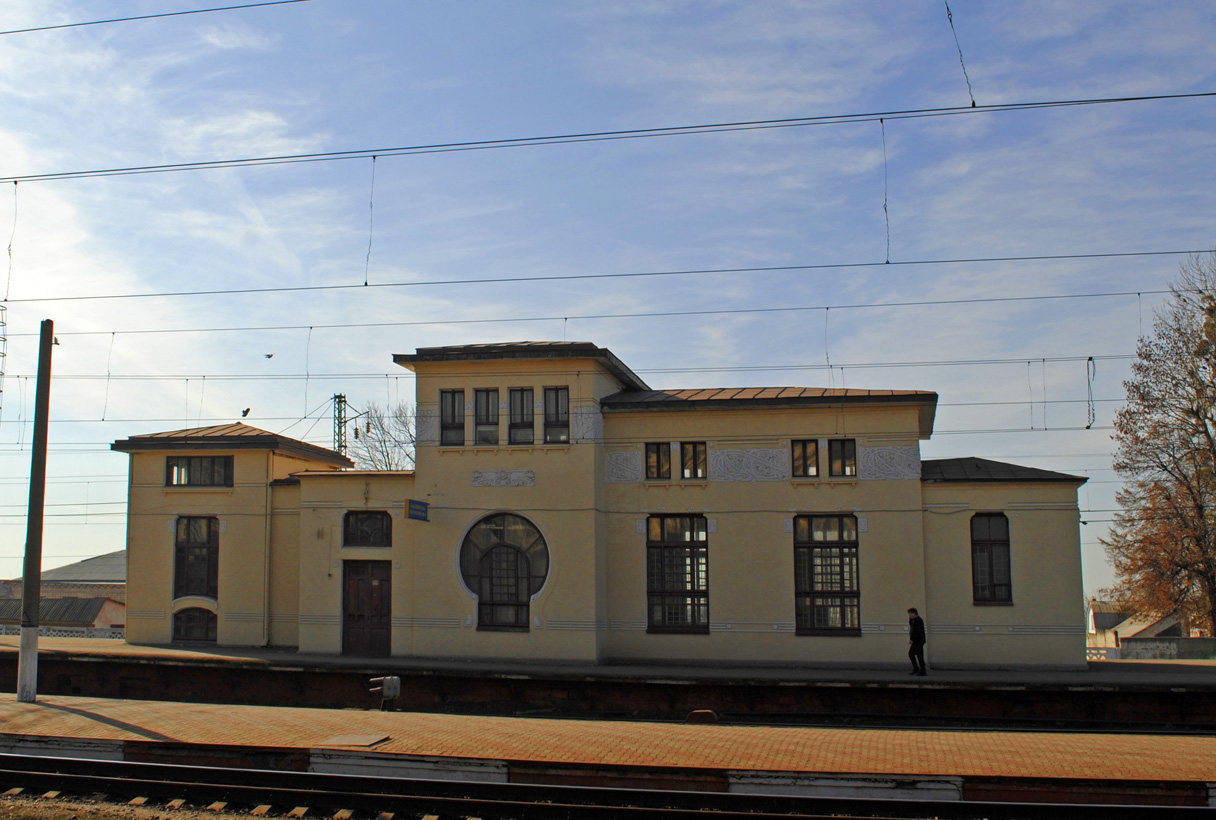
Приміські каси в стилі модерн
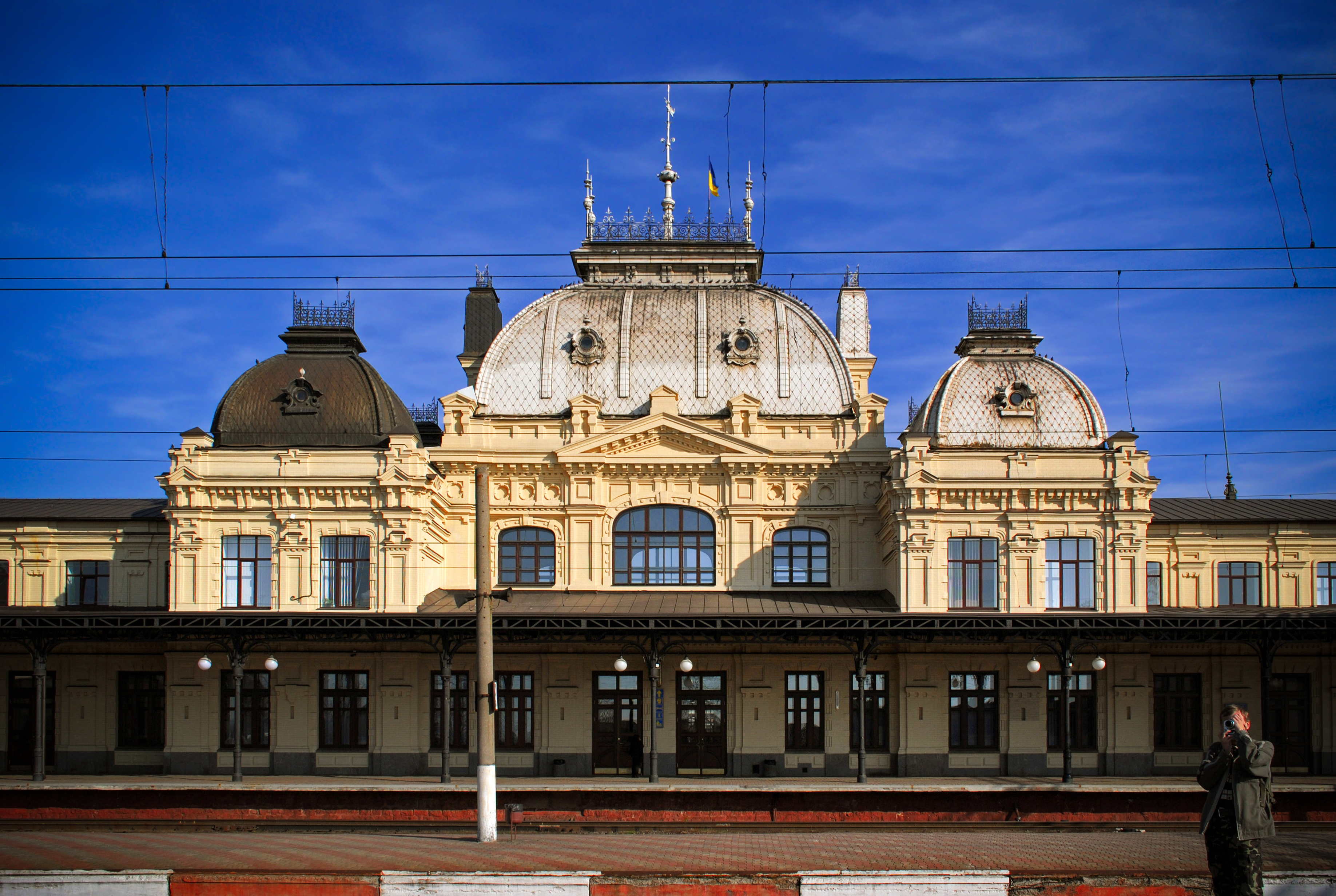
Краєвид вокзалу з платформ
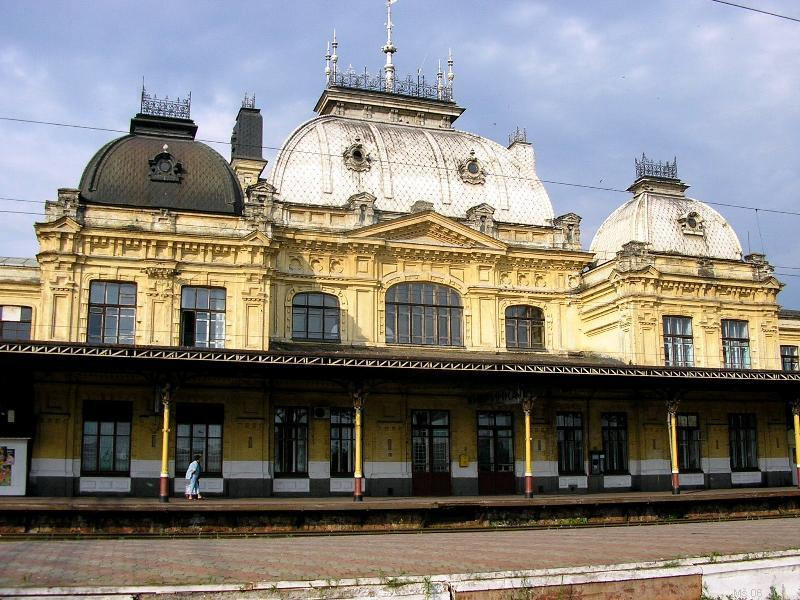
Краєвид на фасад вокзалу з платформ
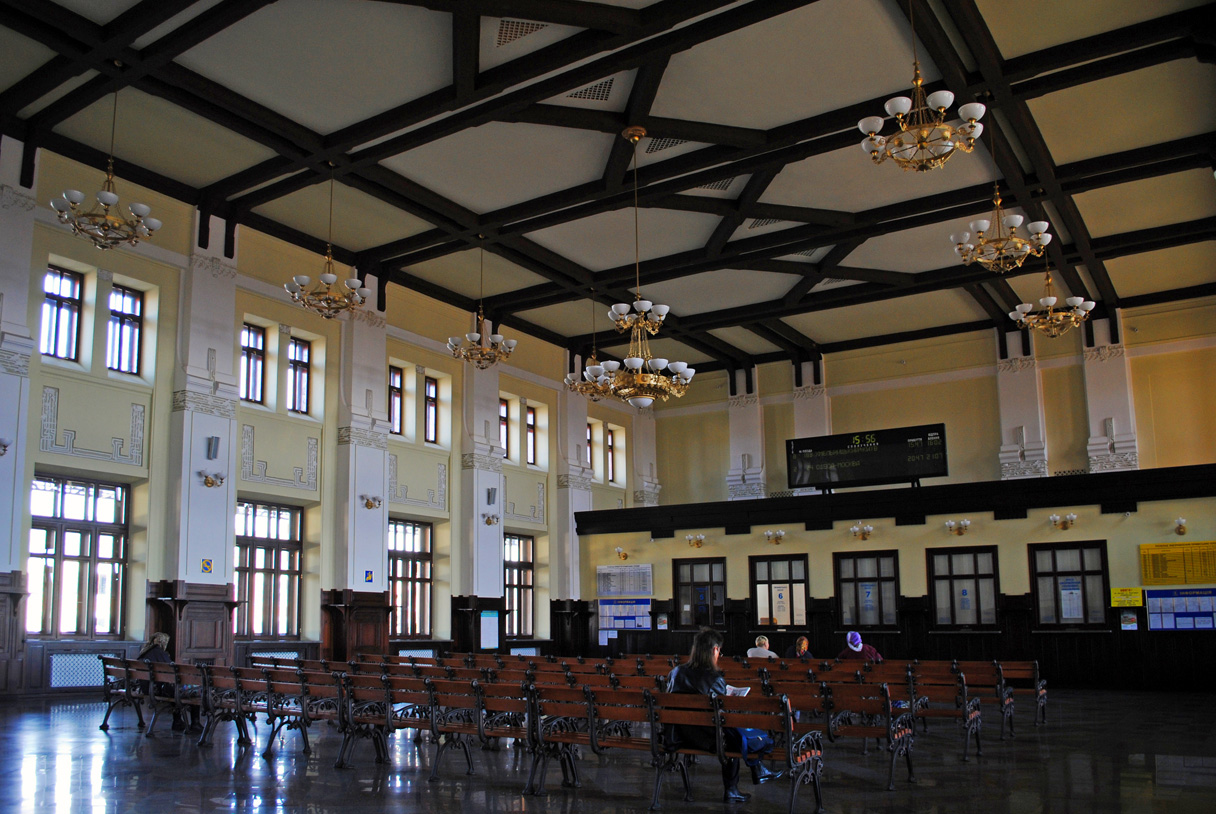
Зал чекання
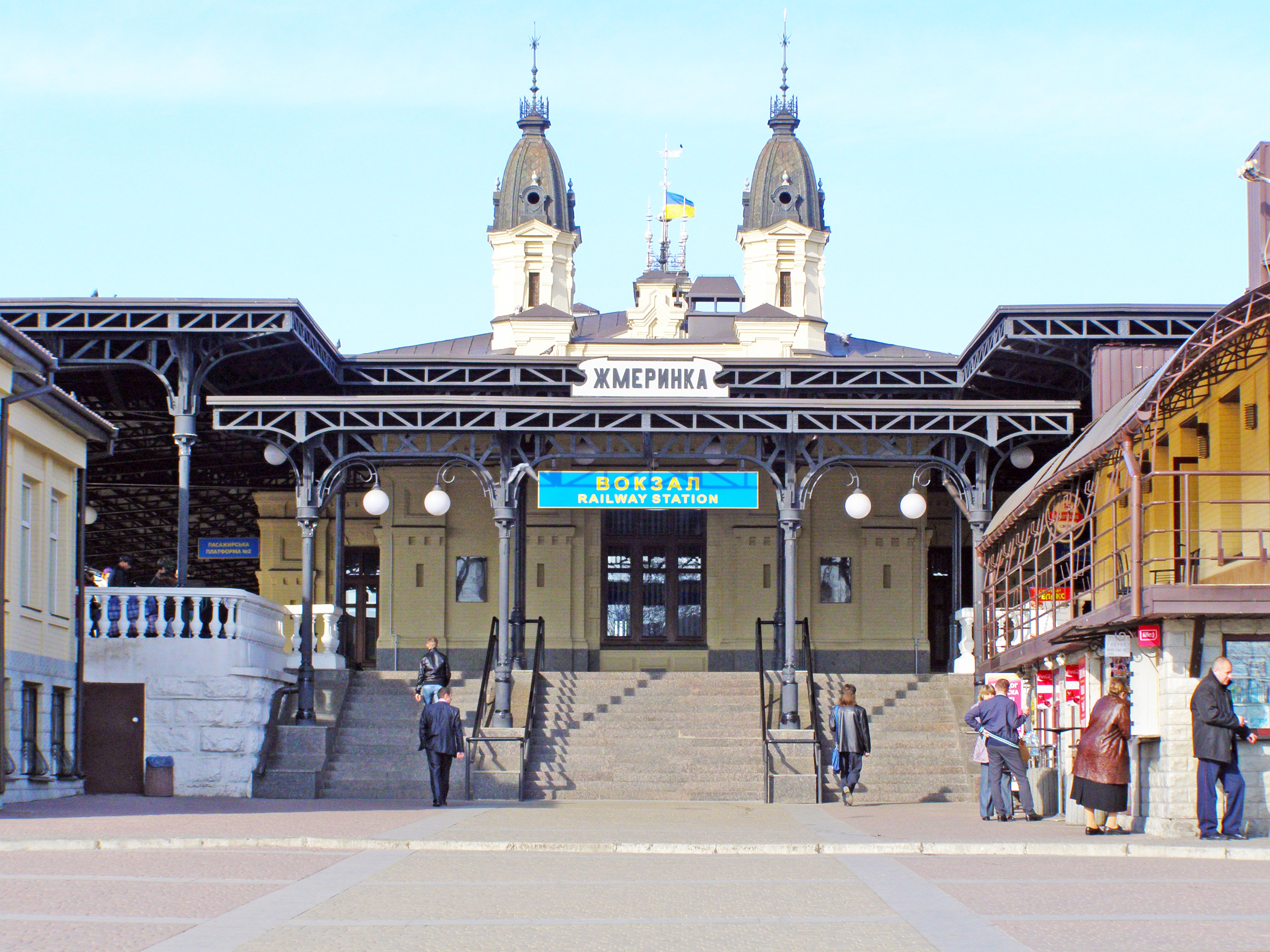
Вихід на платформи № 1 та 2. Краєвид з Привокзальної площі
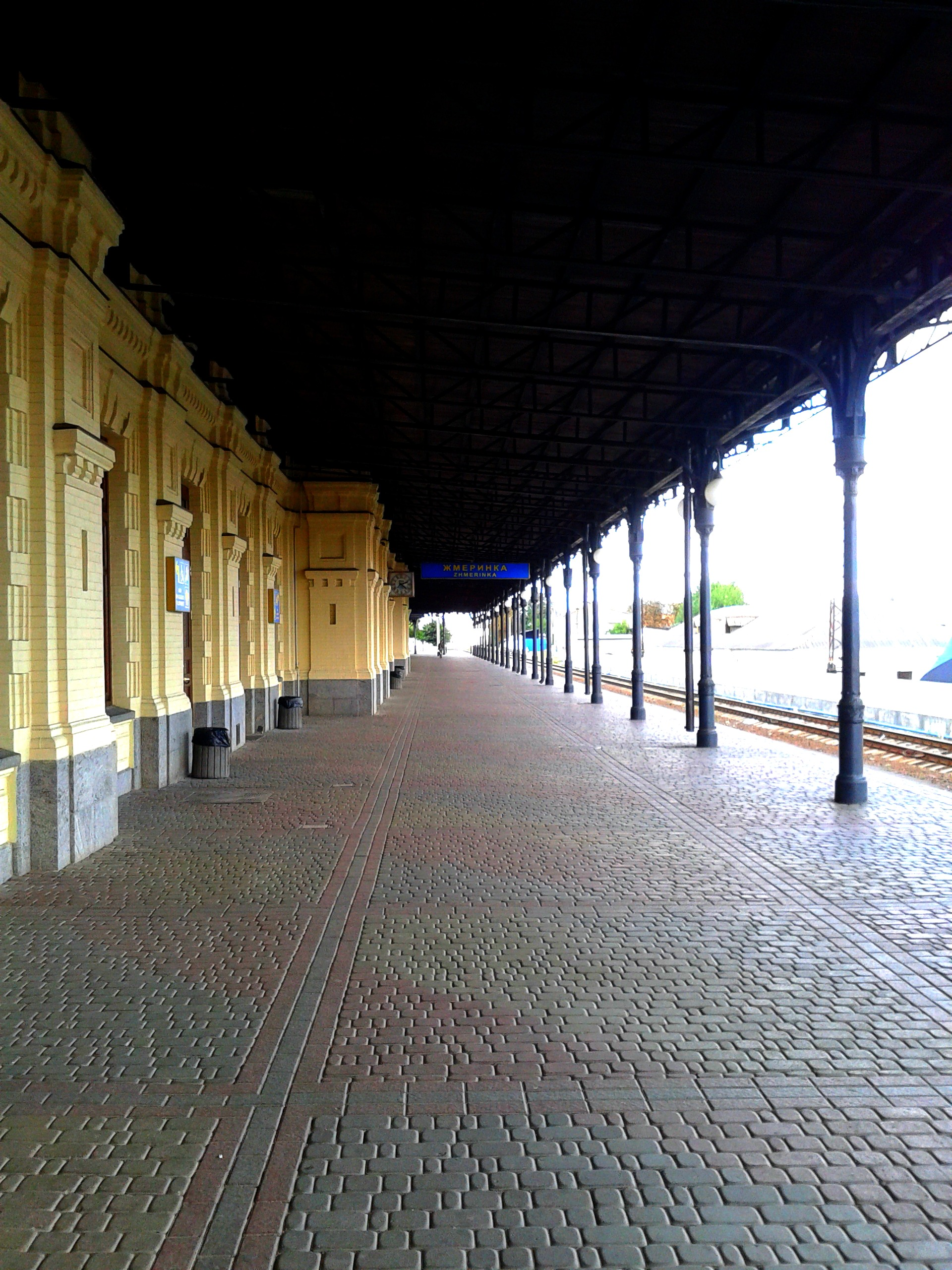
Платформа № 2. Краєвид у бік Привокзальної площі
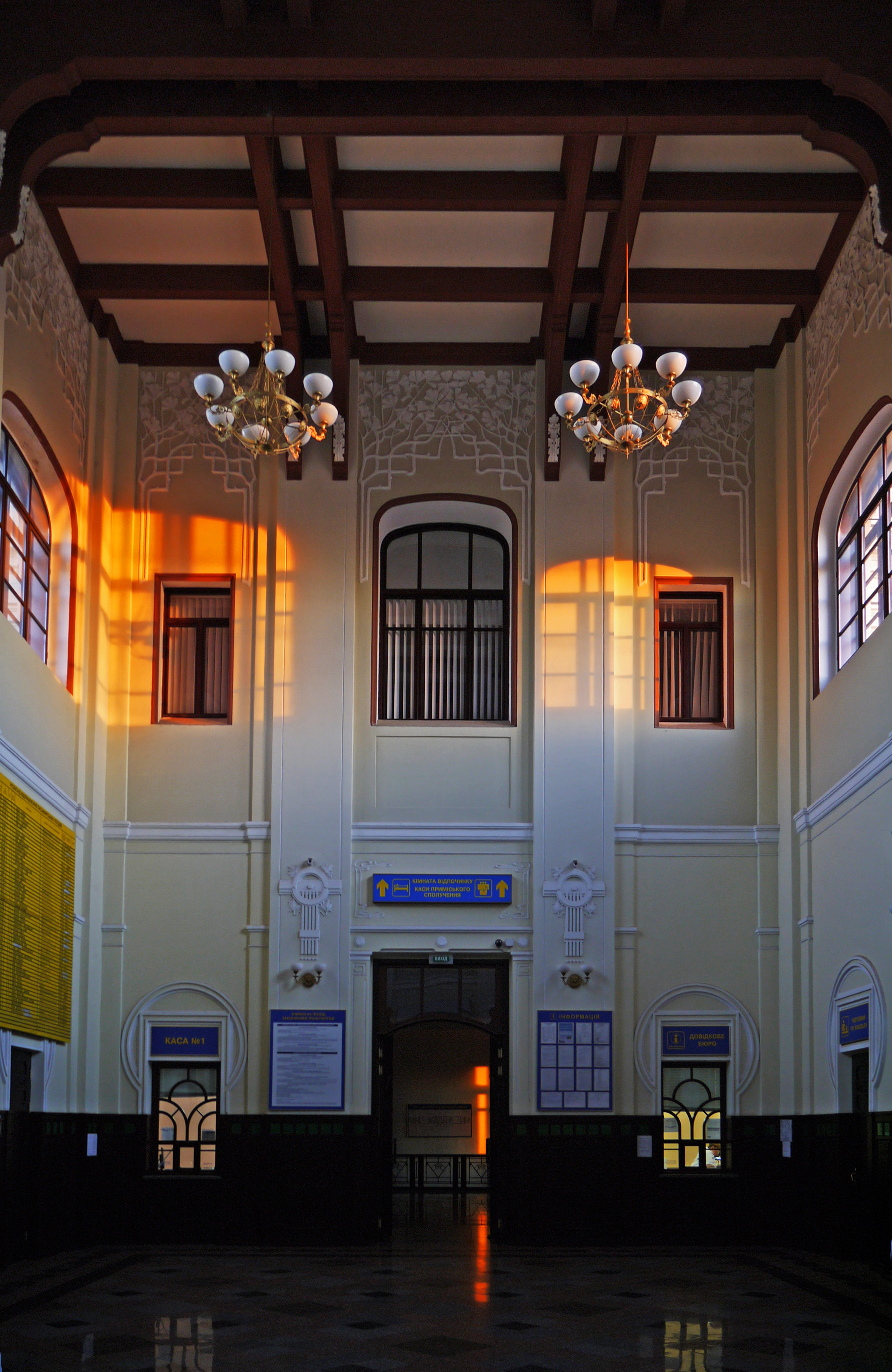
Квиткові каси
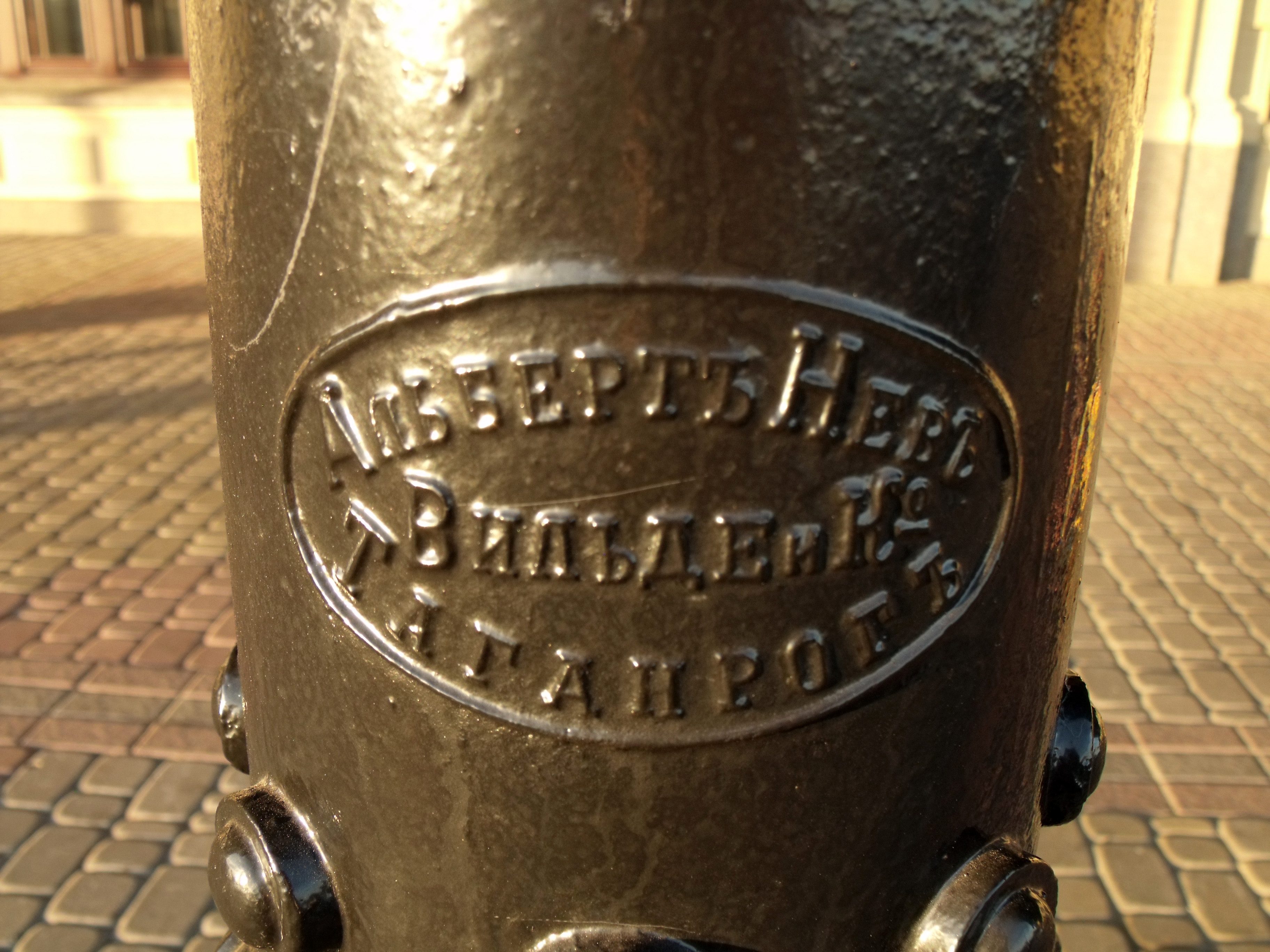
Маркування на одній з опор критої платформи вокзалу
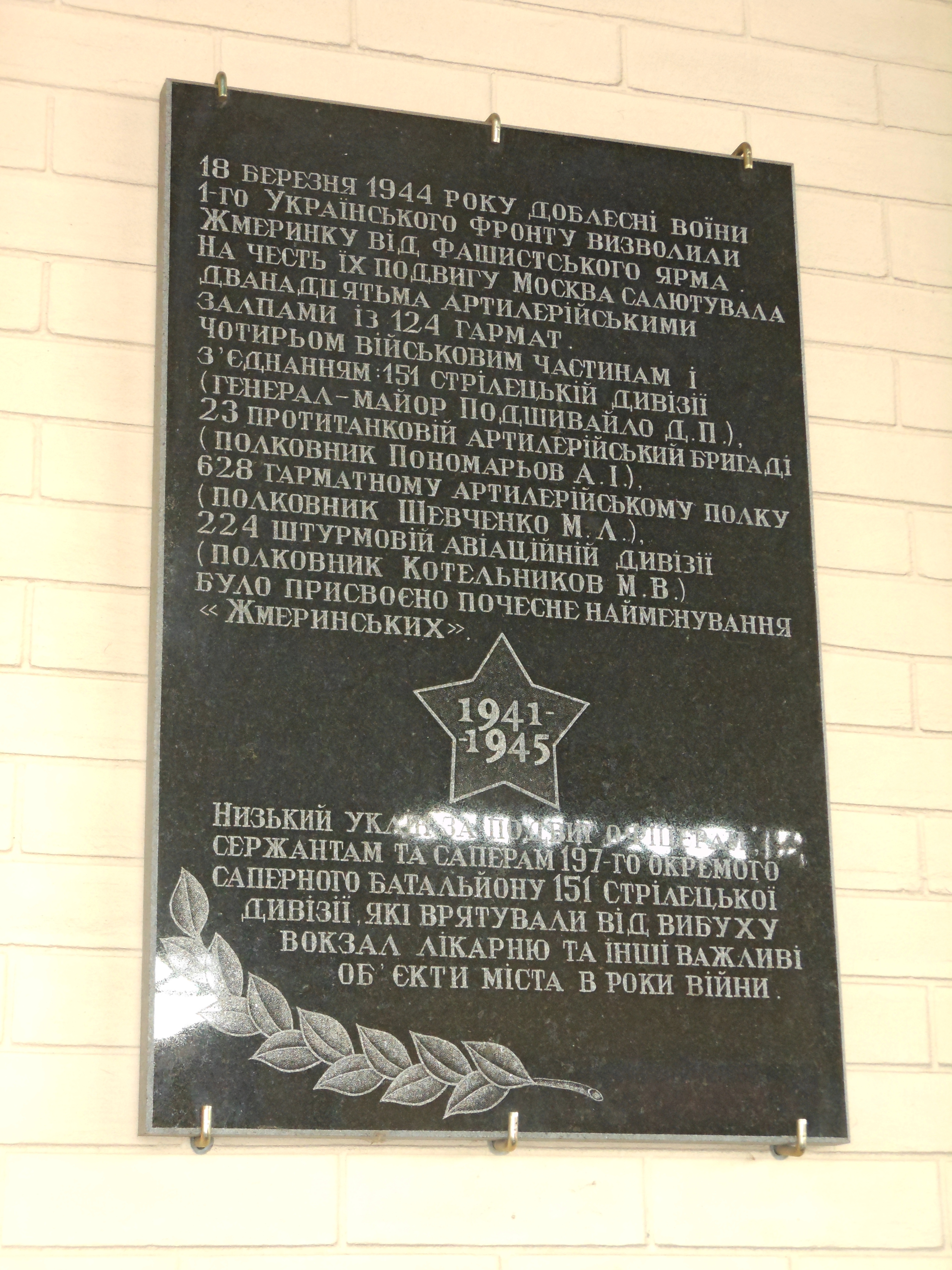
Меморіальна дошка воїнам-визволителям Жмеринку
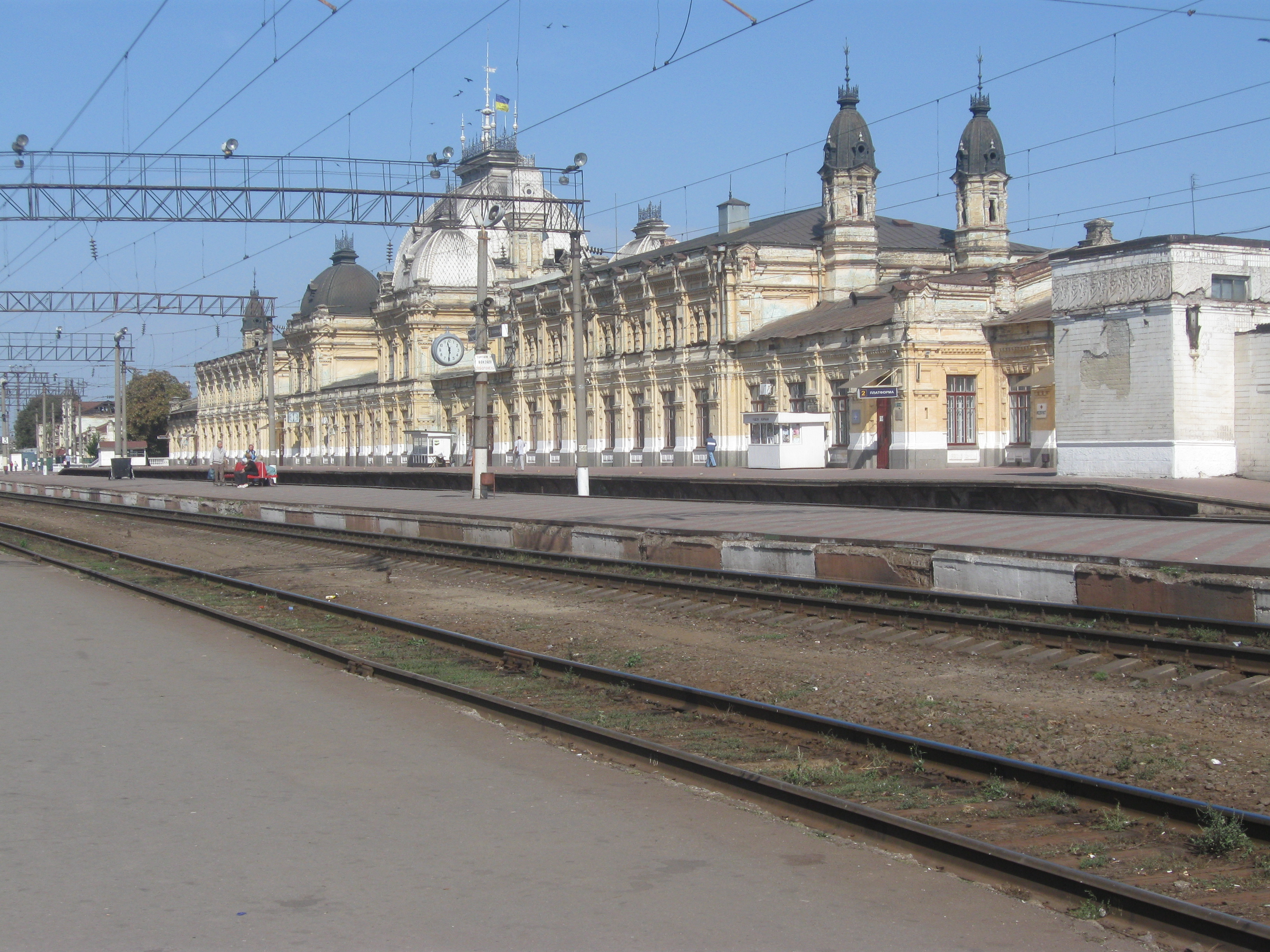
Вокзал до реконструкції
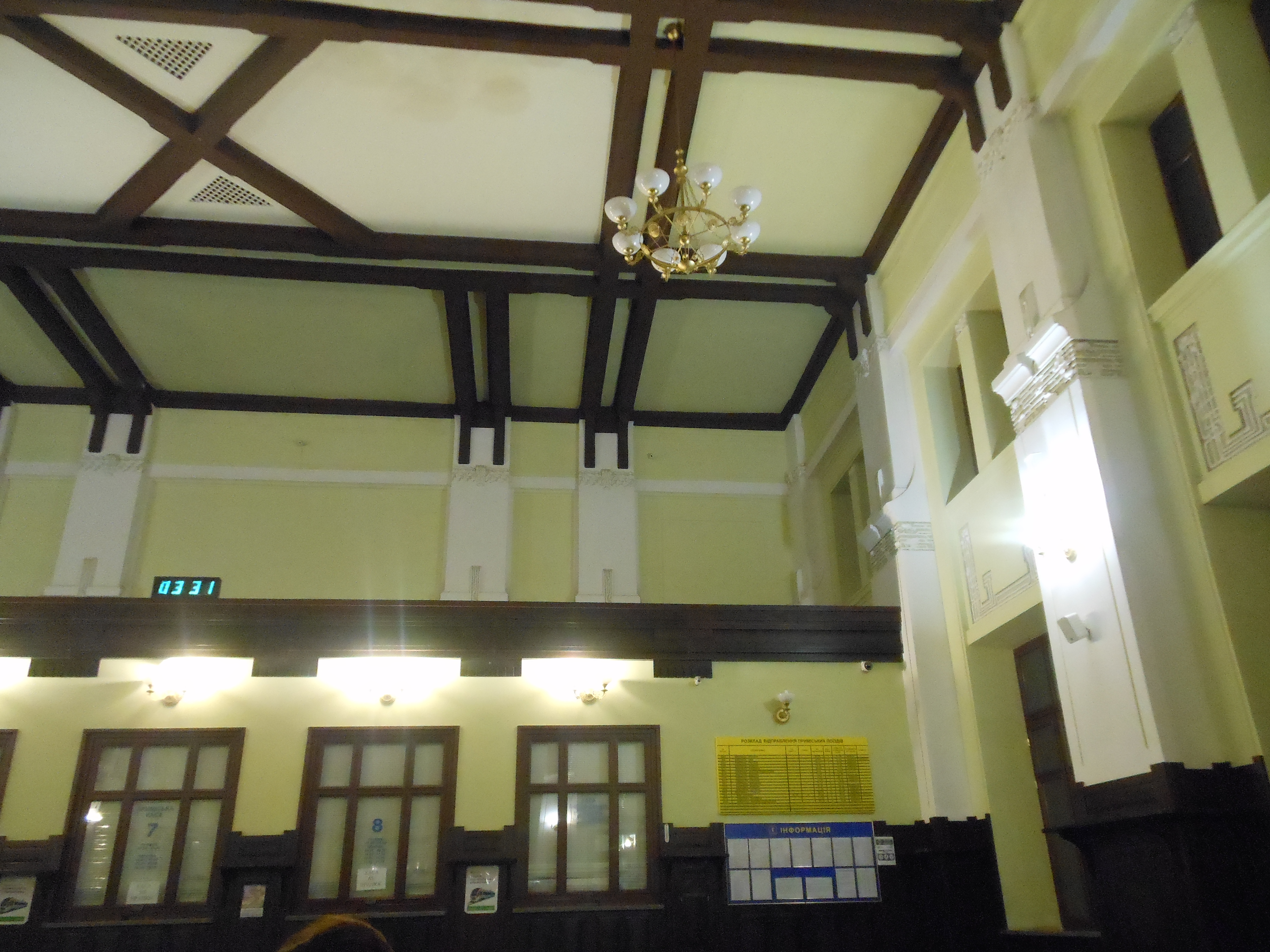
Інтер'єр вокзалу. Квиткові каси
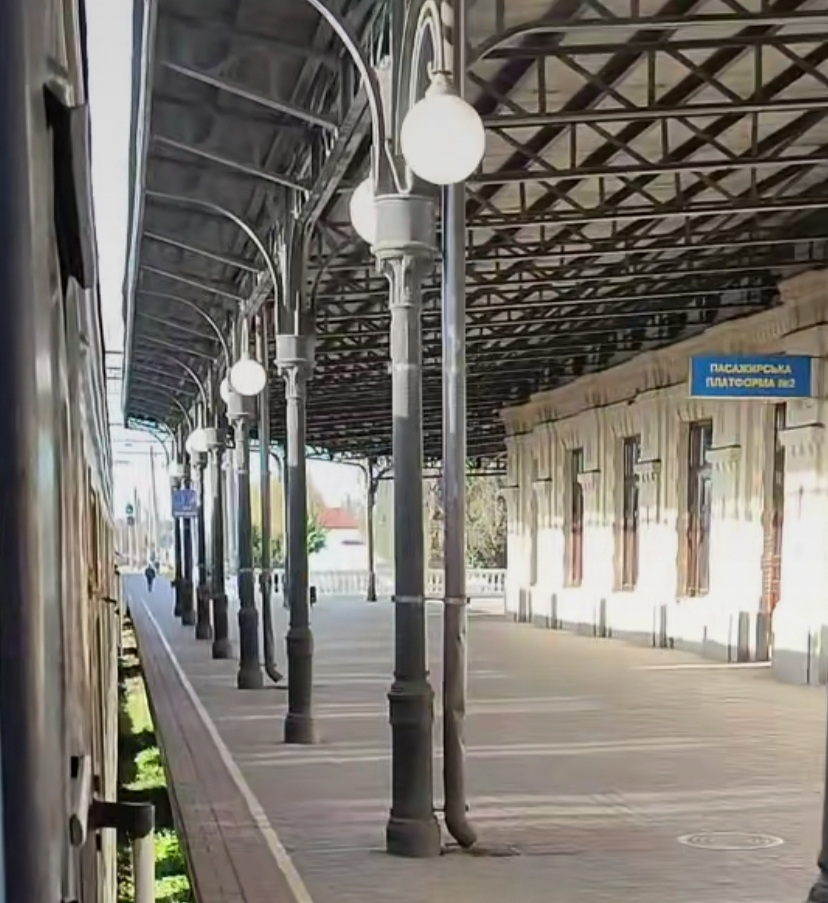
Платформа № 2